# Athetose
Athetose is een stoornis met overbeweeglijkheid van het bewegings- en houdingsapparaat. Er is sprake van voortdurende langzame onwillekeurige bewegingen van gewrichten die draaien of wringen rond verschillende assen. Karakteristiek is de overstrekte stand van de vingers en hypertrofie van de nekspieren. Dikwijls bewegen ook de gelaatsspieren mee waardoor de lijder grimasseert en de indruk wekt steeds wat geforceerd te (glim)lachen. Athetose doet soms denken aan spasticiteit.
De aandoening is vrijwel altijd het gevolg van letsel van de basale ganglia. Athetose komt voor als hemiathetose, monoathetose of in dubbelzijdige vorm. Bewegingen die gelijken op die bij athetose worden soms athetoïde bewegingen genoemd.
Athetose is te onderscheiden van pseudo-athetose die veroorzaakt wordt door een verstoorde proprioceptie.